# Ronaldinho
Ronaldinho, pseudonimo di Ronaldo de Assis Moreira (Porto Alegre, 21 marzo 1980), è un ex calciatore brasiliano, di ruolo centrocampista o attaccante, ed uno dei proprietari del Greenville Triumph. Con la nazionale brasiliana si è laureato campione del mondo nel 2002 e campione sudamericano nel 1999.
Considerato uno dei migliori calciatori della storia del calcio, nella sua carriera, iniziata nel Grêmio e proseguita nel Paris Saint-Germain prima della consacrazione nel Barcellona, si è aggiudicato numerosi titoli nazionali e internazionali tra Europa e America, come due campionati spagnoli, due Supercoppe di Spagna e una Champions League con il Barcellona, una Coppa Libertadores e una Recopa Sudamericana con l'Atletico Mineiro.
A livello individuale ha vinto un'edizione del Pallone d'oro (2005) e due del FIFA World Player of the Year (2004 e 2005), eguagliando il primato del connazionale Ronaldo, che era riuscito a conquistare il riconoscimento della FIFA per due stagioni consecutive. Inoltre è stato nominato dalla rivista World Soccer per due anni di fila come Miglior calciatore dell'anno (2004 e 2005) e dalla rivista sportiva uruguaiana El País come Calciatore sudamericano dell'anno (2013). Nel marzo del 2004, Pelé lo ha anche inserito nella FIFA 100, la lista dei 125 migliori calciatori viventi, redatta in occasione del Centenario della FIFA. È stato inoltre inserito nella "squadra ideale del decennio" dal Sun nel 2009.

Firma di Ronaldinho

## Biografia
Di umili origini, Ronaldo de Assis Moreira trascorse la sua infanzia nel bairro Vila Nova di Porto Alegre. Terzo e ultimo figlio di Dona Miguelina Elói Assis dos Santos (1949-2021), negoziante con diploma di infermiera, e di João de Assis Moreira, operaio in un cantiere navale ed ex calciatore dell'Esporte Clube Cruzeiro di Porto Alegre, morto di infarto quando Ronaldinho aveva otto anni. Con la morte del padre, assunse importanza fondamentale per Ronaldo de Assis la figura del fratello maggiore Roberto de Assis (nato nel 1971), all'epoca una delle promesse del calcio brasiliano e in seguito suo procuratore.
Quando questi firmò per il Grêmio, la famiglia si trasferì in una nuova casa più spaziosa donata dal club a Roberto, la cui carriera conobbe, tuttavia, una brusca interruzione a causa di un infortunio.
Nel 2005, dalla sua relazione con la modella brasiliana Janaína Mendes, è nato João Mendes, anche lui calciatore come il padre.
Dal 2006 Ronaldinho è socio onorario del Burela Pescados Rubén, squadra galiziana di futsal. Il 27 agosto 2007 ha acquisito anche la cittadinanza spagnola.
Nell'aprile del 2011 è stato insignito della laurea honoris causa in lettere dall'Accademia brasiliana.

### Vicende giudiziarie
Nel 2020 è stato arrestato per due volte in Paraguay, la prima volta per aver attraversato il confine con il Brasile con un passaporto falso dello stato paraguaiano e la seconda, dopo essere stato rilasciato, perché ritenuto colpevole di riciclaggio, venendo recluso nel carcere di Asunción assieme al fratello Roberto de Assis Moreira.

## Caratteristiche tecniche
(Neymar)
Ronaldinho era un calciatore completo, famoso per essere in possesso di una straordinaria tecnica, che gli permetteva di eseguire eccellenti dribbling ai danni degli avversari, il più famoso dei quali è l'elastico. Inoltre aveva una grandissima visione di gioco, che gli permetteva di servire i compagni attraverso passaggi spettacolari anche utilizzando il no-look, una tipologia di passaggio che viene effettuato mentre si guarda in direzione opposta al fine di trarre in inganno gli avversari. Grazie a queste caratteristiche nel corso della carriera è stato perciò un prolifico uomo-assist.
Ha anche buone doti di finalizzatore ed è un ottimo tiratore di calci piazzati: nell'arco della sua carriera ha infatti realizzato ben 66 reti su calcio di punizione che lo rendono il terzo miglior realizzatore di punizioni di sempre dietro ai soli Juninho Pernambucano e Pelé. Poteva giocare sia da trequartista sia da attaccante, soprattutto ala sinistra.

## Carriera

### Club

#### Inizi nel Grêmio
Le abilità calcistiche di Ronaldo de Assis Moreira si fecero notare subito. Fu soprannominato Ronaldinho perché solitamente era il più piccolo nelle partite che giocava. Inoltre il soprannome sarebbe dovuto al fatto che nel 1999, quando esordì nella Nazionale maggiore brasiliana, era già presente un altro Ronaldo; ai Mondiali Under-17 svoltisi in Egitto nel 1997, infatti, portava ancora il nome Ronaldo sulla maglia. Dopo aver praticato futsal e beach soccer si dedicò al calcio vero e proprio.
Nel 1993 si mise in luce nella formazione della sua scuola: durante una partita realizzò tutti e 23 i gol con cui la sua squadra vinse l'incontro. Nel 1995 fu convocato per la prima volta nelle selezioni giovanili del Grêmio. A febbraio del 1997 firmò il suo primo contratto da professionista con il Grêmio e venne aggregato alla squadra B. Il 16 febbraio 1998 firma il prolungamento di altri tre anni e passa in prima squadra. Debuttò in Coppa Libertadores nel 1998 e nel 1999 si aggiudicò il suo primo trofeo, il campionato Gaúcho, realizzando 15 gol in 18 partite e si aggiudicò anche la Copa Sul-Minas. In quattro anni disputò 44 partite di campionato e mise a segno 21 gol.

#### L'arrivo in Europa al Paris Saint-Germain
Il 17 gennaio 2001 i francesi del Paris Saint-Germain annunciarono l'acquisto di Ronaldinho suscitando le polemiche del Grêmio, che non aveva dato l'approvazione per il trasferimento. Sulla questione si pronunciarono sia i tribunali brasiliani sia la FIFA, che impose ai francesi un risarcimento di 6,4 milioni di euro per il club brasiliano. Per via di tale disputa Ronaldinho, che aveva già firmato per il Paris Saint-Germain nel maggio del 2001, non poté essere tesserato dalla società francese prima del mese di agosto, quando la stessa FIFA diede il benestare al tesseramento provvisorio del giocatore in attesa del transfer della CBF.
Esordì con il PSG l'11 agosto 2001 contro l'Auxerre (1-1) nella seconda giornata della Division 1 2001-2002. La prima stagione a Parigi non fu caratterizzata da grandi vittorie, ma nonostante ciò Ronaldinho risultò il miglior giocatore della squadra. Nel 2003 fece trasparire chiaramente la propria volontà di lasciare il Paris Saint-Germain che non si era qualificato per nessuna coppa europea. Il desiderio di Ronaldinho scatenò le offerte dei maggiori club europei come Manchester Utd e Barcellona. In due stagioni nella capitale francese disputò più di 50 partite e mise a segno 17 reti.

#### L'affermazione nel Barcellona

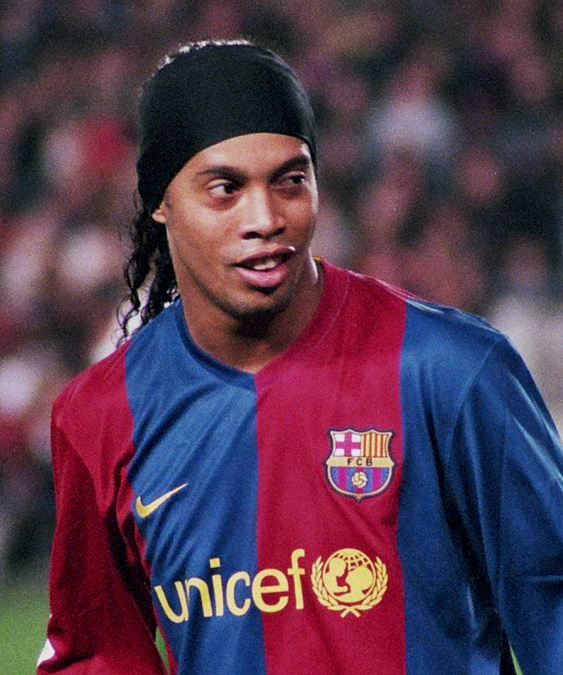
Ronaldinho in azione contro il Racing Santander nel 2007

Nel luglio 2003 fu acquistato dal Barcellona, il cui obiettivo iniziale era David Beckham. Dopo il passaggio del centrocampista inglese al Real Madrid la società catalana ripiegò tuttavia sul brasiliano, pagandolo 30 milioni di euro. Nella prima stagione realizzò 19 gol in campionato, contribuendo al secondo posto dei blaugrana.
Il 2 novembre 2004, nell'incontro di Champions League con il Milan, segnò una rete nei minuti finali portando gli iberici alla vittoria per 2-1. Eletto giocatore dell'anno, negli ottavi di finale della competizione europea marcò una doppietta al Chelsea senza però evitare la sconfitta della squadra. A fine stagione, si aggiudicò il suo primo titolo spagnolo.
Nel Clásico del 19 novembre 2005 l'asso brasiliano siglò due reti, risultando decisivo per la vittoria contro il Real Madrid (3-0): il secondo gol fu realizzato con una discesa palla al piede, superando tre avversari in dribbling prima di depositare in rete. La prestazione gli valse l'applauso dell'intero Bernabéu all'uscita dal campo. Nominato giocatore dell'anno per la seconda volta consecutiva, fu inoltre premiato con il Pallone d'oro. Sotto la guida di Frank Rijkaard i catalani replicarono il successo nazionale, vincendo poi il titolo europeo contro l'Arsenal.
La stagione 2006-07 non si rivelò invece vittoriosa per il Barcellona, che perse con l'Internacional la finale del Mondiale per club. Eliminata dal Liverpool sul fronte continentale, la squadra catalana terminò la Liga a pari punti con il Real Madrid risultando però in svantaggio nei confronti diretti. Ormai divenuto uno dei calciatori più ambiti del panorama mondiale, la sua permanenza in Spagna fu assicurata dalla cospicua clausola rescissoria (125 milioni).
L'ultima annata in blaugrana fu al di sotto delle aspettative, con il giocatore distratto proprio dalle voci di mercato. Dopo aver festeggiato nel febbraio 2008 le 200 presenze con il club, un infortunio all'adduttore della gamba sinistra — in aprile — pose fine anzitempo alla sua stagione.

#### L'esperienza al Milan

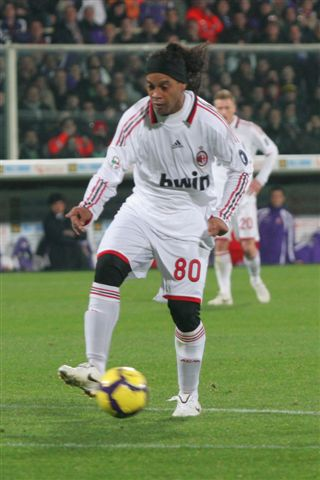
Ronaldinho al Milan nel 2010

Nel luglio 2008 fu acquistato dal Milan, per circa 22 milioni di euro. Esordì in Serie A il 31 agosto, servendo a Massimo Ambrosini l'assist del temporaneo 1-1 nella gara con il Bologna (poi vinta dai felsinei). Il 28 settembre successivo realizzò la prima rete nel campionato italiano, consentendo ai rossoneri di vincere il derby contro l'Inter. Acquisita una forma fisica ottimale, il brasiliano poté fornire il proprio contributo. Dopo una doppietta alla Sampdoria nel 3-0 del 19 ottobre, segnò un gol decisivo — nei minuti di recupero — contro il Braga in Coppa UEFA. Durante la seconda parte di stagione — complice un calo atletico — fu utilizzato con minor frequenza da Ancelotti, facendo registrare un totale di 10 gol in 36 presenze.
Ricevuto il Golden Foot nell'autunno 2009, fu inoltre votato dalla rivista World Soccer come miglior giocatore del decennio. Il 17 gennaio 2010 segnò una tripletta contro il Siena, sconfitto per 4-0. Al termine del campionato figurò come il miglior uomo-assist, avendone serviti 18. Alla terza stagione in rossonero il fantasista trovò poco spazio con il nuovo allenatore Allegri, complice anche un'uscita notturna che gli costò l'esclusione dai titolari. Prima della sessione invernale di mercato, lo stesso calciatore annunciò l'imminente addio.

#### Il ritorno in Brasile al Flamengo

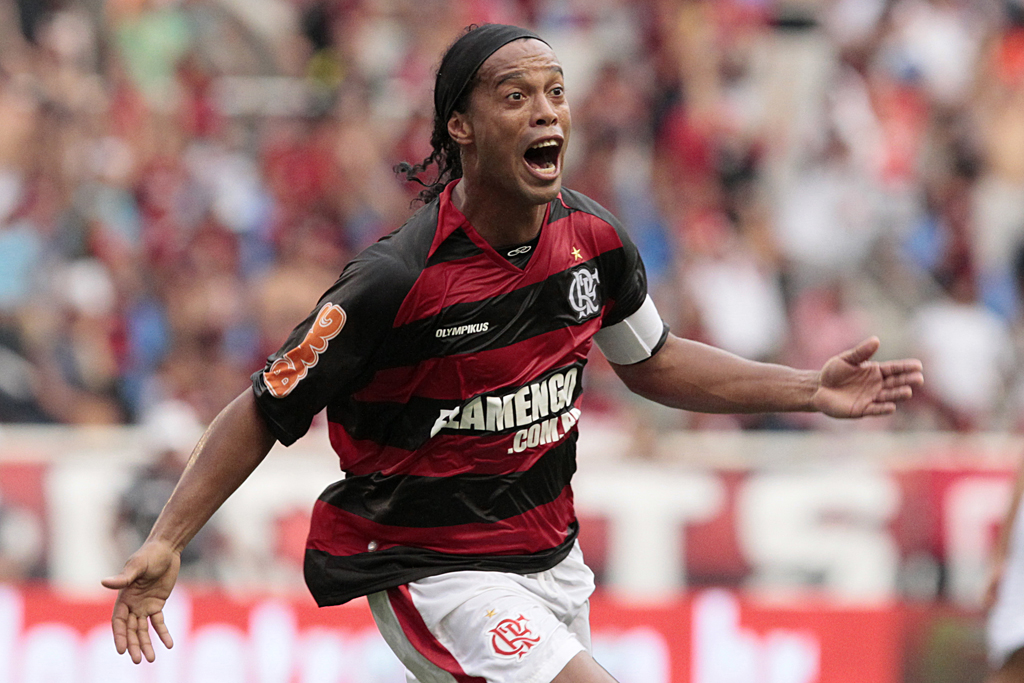
Ronaldinho mentre esulta con la maglia del Flamengo

L'11 gennaio 2011 il Flamengo ha ufficializzato l'acquisto di Ronaldinho dal Milan per circa 3 milioni di euro. Il giocatore brasiliano ha firmato un contratto quadriennale con la società di Rio de Janeiro fino al 2014, ricevendo la fascia di capitano in luogo di Léo Moura.
Ha esordito con la maglia rubro-negra il 2 febbraio 2011 contro il Nova Iguaçu, partita del Campionato Carioca 2011 vinta 1-0 dal Flamengo. Nella partita successiva del 6 febbraio 2011, vinta per 3-2 in casa del Boavista, ha segnato la sua prima rete con la maglia del Flamengo, realizzando il primo gol della gara su calcio di rigore. Il 16 febbraio 2011, nella gara valida per il primo turno della Coppa del Brasile 2011 vinta per 3-0 contro il Murici, ha messo a segno il primo gol su azione con il Flamengo, segnando di testa il primo gol della squadra rubro-negra. Il 27 febbraio seguente ha segnato il gol-partita contro il Boavista (1-0) nella finale della Taça Guanabara, vinta senza subire alcuna sconfitta. Ha concluso la sua prima stagione con il Flamengo con 52 presenze e 21 gol, dei quali 14 messi a segno nel campionato di Série A, risultando in tale competizione il secondo miglior marcatore della propria squadra dopo Deivid (15).
Dopo aver disputato il Campionato Carioca 2012 (10 presenze e 4 reti) e le prime due partite del campionato di Série A 2012, il 31 maggio 2012 Ronaldinho ha rescisso il contratto che lo legava al Flamengo facendo causa al club presso il Tribunale Regionale del Lavoro e chiedendo anche un risarcimento di oltre 40 milioni di real (circa 16 milioni di euro) per gli arretrati che gli dovrebbe la società brasiliana.
In totale con la maglia rubro-negra Ronaldinho in un anno e 5 mesi ha disputato 72 partite ufficiali nelle quali ha segnato 28 gol e con la squadra di Rio de Janeiro ha vinto un Campionato Carioca.

#### Atlético Mineiro
Il 4 giugno 2012 Ronaldinho ha firmato un contratto di sette mesi con l'Atlético Mineiro. Essendo la maglia numero 10 già stata assegnata a Guilherme ha scelto di indossare la numero 49 come omaggio alla madre Dona Miguelina, nata nel 1949 e operata pochi giorni prima per un tumore.

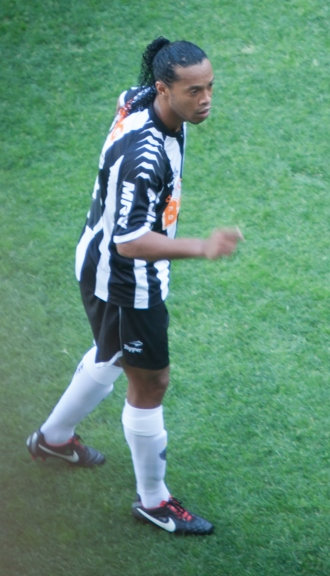
Ronaldinho in campo con la maglia dell'Atlético Mineiro

Ha esordito con la maglia della squadra brasiliana il 9 giugno 2012 in occasione della partita vinta per 1-0 allo Stadio Palestra Itália contro il Palmeiras. Il 23 giugno seguente ha segnato la prima rete con la maglia del Galo nella partita casalinga vinta per 5-1 contro il Náutico, realizzando il terzo gol della squadra di Belo Horizonte. Durante la stagione, conclusa dell'Atlético Mineiro col secondo posto in campionato che ha valso l'accesso diretto alla Coppa Libertadores 2013, Ronaldinho ha segnato 9 gol e realizzato 13 assist, che gli hanno valso il primo posto nella classifica degli assist-man del Brasileirão.
Poco prima della fine del campionato ha rinnovato il contratto con la squadra mineira, in scadenza alla fine del 2012, per un ulteriore anno. Al termine della stagione ha ricevuto dalla rivista Placar la Bola de Prata per il secondo anno consecutivo e anche la Bola de Ouro come miglior giocatore del campionato brasiliano. Nell 2013 è tornato a indossare la maglia numero 10 e ha iniziato la stagione vincendo il Campionato Mineiro grazie al successo nella doppia finale contro il Cruzeiro (vittoria per 3-1 all'andata e sconfitta per 2-1 nel ritorno con Ronaldinho autore, su rigore, del gol dell'Atlético Mineiro).
Il 24 luglio 2013 ha vinto la Coppa Libertadores grazie al successo ottenuto ai rigori contro l'Olimpia dopo che la gara di andata era finita 2-0 per la squadra di Asunción e quella di ritorno, dopo i tempi regolamentari e supplementari, 2-0 per quella di Belo Horizonte; è il primo titolo di campione continentale per l'Atlético Mineiro. Ronaldinho nel corso della competizione ha realizzato 4 gol e 8 assist, che gli hanno valso il primo posto nella classifica degli assist-man. Grazie a questa vittoria, è diventato il primo calciatore in assoluto a vincere nel corso della sua carriera il Mondiale, la Coppa America, il Pallone d'oro, la UEFA Champions League e la Coppa Libertadores. Alla fine di settembre del 2013 si è infortunato riportando una lesione di terzo grado all'adduttore della coscia sinistra. È riuscito a rientrare per l'ultima partita di campionato contro il Vitória, nella quale ha segnato una doppietta, ed è quindi stato convocato per la Coppa del mondo per club 2013 in Marocco.
Nella prima partita dell'Atlético Mineiro nella manifestazione la semifinale contro i campioni del Marocco del Raja Casablanca, Ronaldinho ha segnato su punizione il gol del momentaneo 1-1, che però non è bastato per qualificarsi per la finale contro il Bayern Monaco, dato che i padroni di casa hanno poi realizzato altre due reti. È andato a segno anche nella partita successiva, vinta per 3-2 contro il Guangzhou Evergrande, che ha decretato il terzo posto finale dell'Atlético Mineiro; Ronaldinho ha segnato la rete del 2-2 nei minuti di recupero del primo tempo ed è anche stato espulso nei minuti finali prima del gol-vittoria di Luan. Grazie alle reti segnate nel Mondiale per club è diventato il primo giocatore ad aver segnato in questa competizione con due squadre diverse (Barcellona e Atlético Mineiro) appartenenti a due continenti diversi.
Il 31 dicembre 2013 è stato nominato calciatore sudamericano dell'anno dalla rivista uruguaiana El País, diventando il primo giocatore in assoluto a vincere i due premi di El País, calciatore europeo dell'anno (2004, 2005, 2006) e calciatore sudamericano dell'anno (2013).
Il 9 gennaio 2014 ha rinnovato per un anno il suo contratto con l'Atlético Mineiro, scaduto il precedente 31 dicembre.
Il 24 luglio 2014 ha vinto la Recopa Sudamericana grazie al doppio successo ottenuto dall'Atlético Mineiro ai danni del Lanús (0-1 all'andata e 4-3, dopo i tempi supplementari, al ritorno). La partita di ritorno contro il Lanús risulterà essere l'ultima di Ronaldinho con la maglia dell'Atletico Mineiro in quanto il 30 luglio la società annuncia di aver rescisso consensualmente il contratto con il giocatore.

#### Querétaro
Il 5 settembre 2014 viene annunciato il suo ingaggio da parte del Querétaro, squadra militante nella Primera División messicana, con cui firma un accordo biennale. Al suo arrivo, il brasiliano è bersagliato dal razzismo da parte di un politico locale, e all'esordio contro il Tigres UANL, incontro di Coppa del Messico, sbaglia un calcio di rigore e il club perde 0-1. Il 22 settembre seguente, realizza la sua prima marcatura in campionato, siglando su rigore il parziale 1-0 contro il Chivas (4-1). Durante l'esperienza messicana le sue prestazioni altalenanti (18 presenze, 3 gol e 3 assist) non convincono gli addetti ai lavori e soprattutto i tifosi, che gli imputano il poco impegno professionale (spesso salta gli allenamenti con scuse di vario tipo o si allena senza impegno), a sperare in un suo trasferimento all'estero il prima possibile. La difficile situazione per Ronaldinho era iniziata dopo esser arrivato con tre settimane di ritardo al ritiro del club a inizio 2015, episodio che ha portato una ventata di polemiche attorno alla stella brasiliana: da quel momento i media messicani hanno cominciato a prenderlo di mira con articoli dispregiativi.
Il 20 giugno 2015, attraverso un comunicato pubblicato sul sito del club, viene annunciata la rescissione consensuale del contratto che lo legava alla squadra messicana per un altro anno. Conclude così la sua esperienza con la compagine messicana con 29 presenze e 8 gol in tutte le competizioni.

#### Fluminense
L'11 luglio 2015 firma un contratto di un anno e mezzo con il Fluminense. Il primo agosto esordisce titolare contro il Grêmio, giocando tutti i 90' della sfida vinta 1-0. Negli incontri successivi, Ronaldinho dimostra di essere molto fuori condizione, pur giocando da trequartista o da prima punta, nonostante spesso arretri per ricevere qualche pallone, gli arrivano pochi palloni giocabili e non riesce a fare la differenza. Dopo 7 presenze in campionato, senza segnare alcun gol né procurare assist, il 29 settembre successivo Ronaldinho annuncia la rescissione del contratto col Fluminense.
Dopo la rescissione rimane svincolato e gioca esclusivamente partite di esibizione.

#### Ritiro
Il 16 gennaio 2018 annuncia il proprio ritiro dall'attività agonistica.

### Nazionale

#### Nazionali giovanili

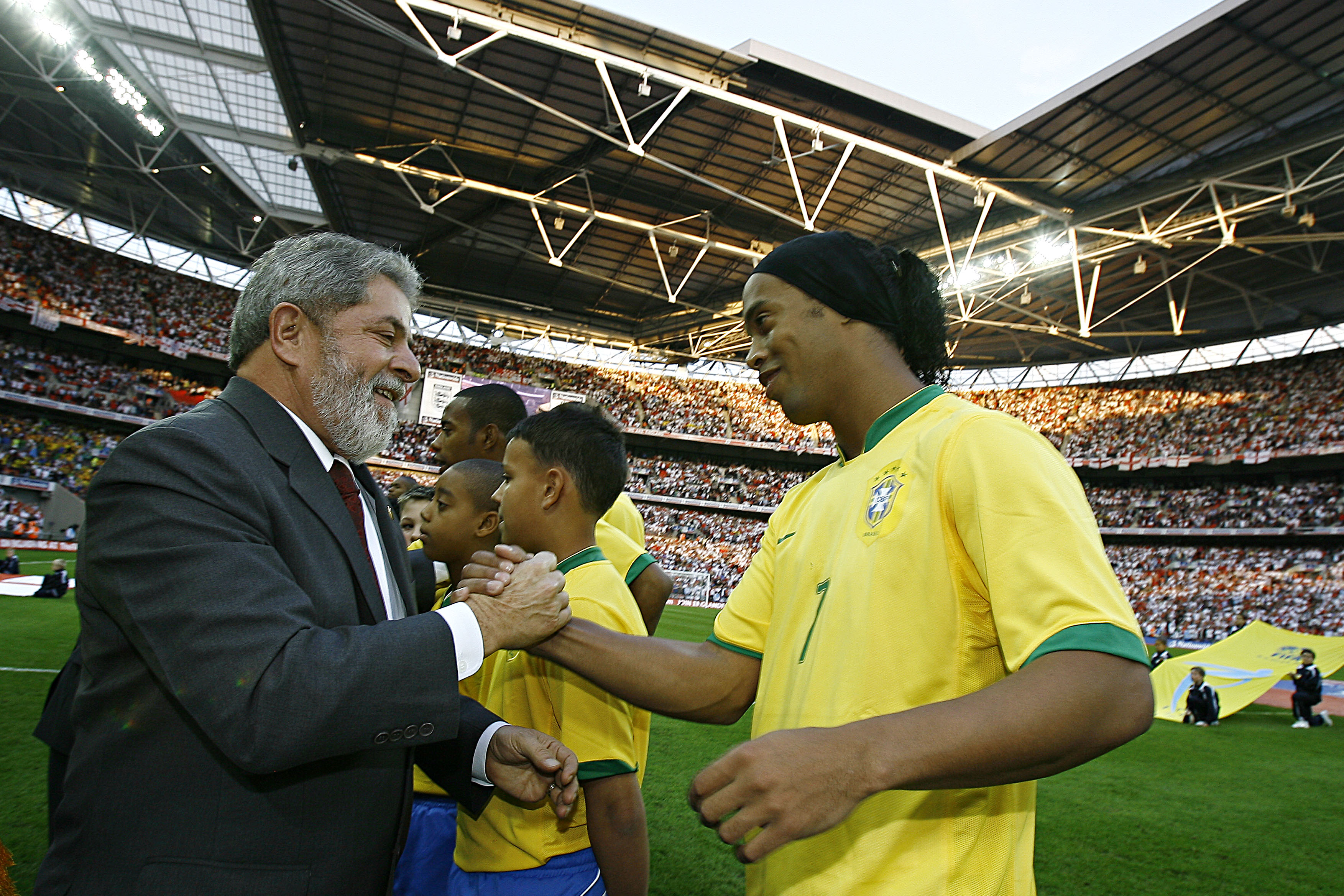
Ronaldinho con il presidente del Brasile Lula prima di Brasile- del 1º giugno 2007

Ronaldinho ha debuttato con la nazionale brasiliana Under-17 vincendo il Campionato sudamericano Under-17 del 1997, mettendo a referto un gol in sette partite. Lo stesso anno ha fatto poi parte della prima selezione Under-17 brasiliana a vincere il Mondiale Under-17, nel Campionato mondiale di calcio Under-17 1997 in Egitto. Sulla sua maglia compariva ancora il nome Ronaldo.
In quella manifestazione ha realizzato il suo primo gol, su rigore contro l'Austria (7-0) nel girone eliminatorio. Nei quarti di finale il Brasile ha sconfitto l'Argentina e Ronaldinho è stato eletto "uomo-partita". In semifinale contro la Germania ha realizzato un altro rigore per il definitivo 4-0, prima di vincere la competizione in finale contro i campioni uscenti del Ghana (2-1). Ronaldinho è stato uno degli 11 giocatori scelti come migliori del torneo e ha vinto anche il Pallone d'argento.
Con la Nazionale brasiliana Under-20 nel 1999 ha partecipato al Campionato sudamericano Under-20, concluso al terzo posto, e al Mondiale Under-20 in Nigeria, dove il Brasile è stato eliminato dall'Uruguay nei quarti di finale. Ronaldinho ha realizzato un gol contro lo Zambia (5-1) e due negli ottavi di finale contro la Croazia (4-0).
Nel 2000 ha partecipato alle Torneo Pre-Olimpico CONMEBOL, di cui è stato capocannoniere con 9 gol in 7 partite, e alle Olimpiadi di Sydney, giocando 4 gare e segnando un gol, nei quarti di finale contro il Camerun, non sufficiente, tuttavia, per evitare l'eliminazione dei brasiliani da parte degli africani (1-2 dopo i tempi supplementari).
Il 7 luglio 2008 è stato convocato da Dunga per le Olimpiadi di Pechino 2008 come fuoriquota. Durante il torneo olimpico ha disputato 6 partite realizzando 2 gol (di cui una su rigore) contro la Nuova Zelanda olimpica, indossando la fascia di capitano. Alla fine del torneo ha vinto la medaglia di bronzo, dopo aver perso la semifinale contro l'Argentina olimpica per 3-0 e battuto il Belgio olimpica, nella finale per il 3º-4º posto, col medesimo punteggio.

#### Nazionale maggiore

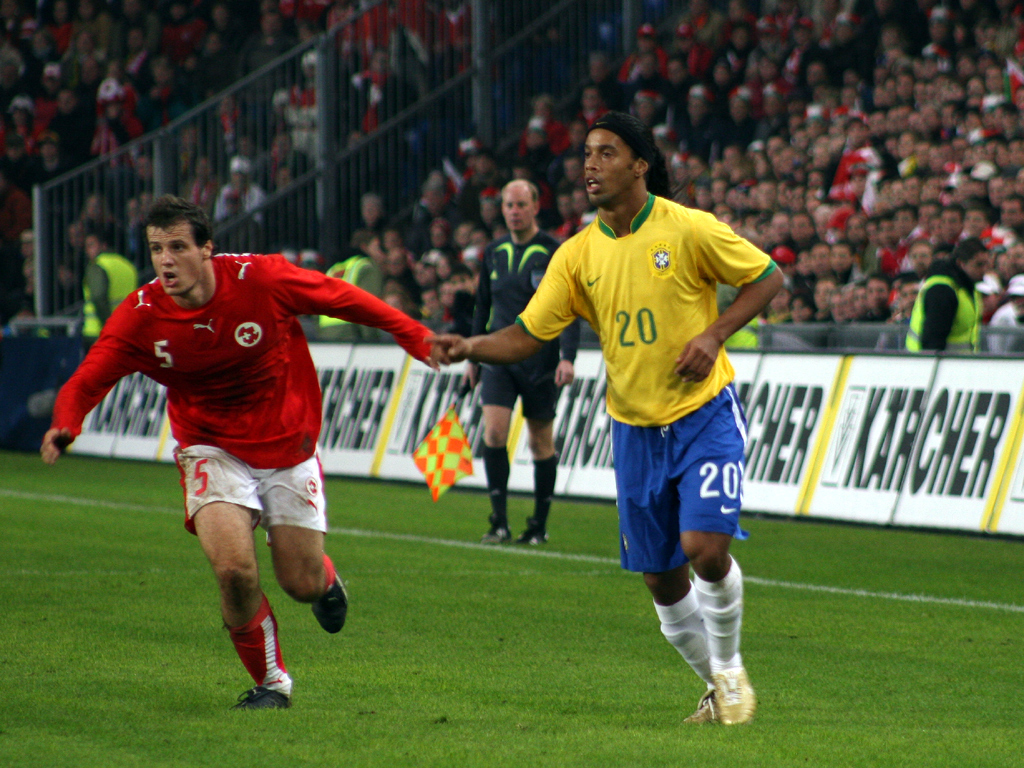
Ronaldinho in azione contro la

Ronaldinho ha debuttato con la nazionale brasiliana il 26 giugno 1999, a 19 anni, nella partita amichevole vinta 3-0 contro la Lettonia a Curitiba. Pochi giorni dopo prende parte alla Coppa América in Paraguay, realizzando il suo primo gol in nazionale il successivo 30 giugno nella gara della fase a gironi vinta per 7-0 contro il Venezuela. Ottiene 4 presenze nella manifestazione vinta dalla Seleção brasiliana, ma non scende in campo nella finale del torneo. Nello stesso anno è stato finalista della Confederations Cup 1999, vincendone la classifica del cannonieri e venendo eletto miglior giocatore del torneo.
Successivamente ha contribuito alla qualificazione di misura della sua Nazionale per la fase finale del Mondiale 2002. Ha esordito il 3 giugno in Brasile-Turchia (2-1), prima partita della fase a gironi. L'8 giugno successivo, in Brasile-Cina (4-0), Ronaldinho realizza un assist e sigla la quarta rete dei verdeoro su calcio di rigore, la prima personale in un campionato mondiale. Il 21 giugno, in occasione del quarto di finale contro l'Inghilterra, Ronaldinho è stato l'assoluto protagonista della partita: prima ha servito l'assist a Rivaldo per l'1-1 e poi ha messo a segno la rete della vittoria, con un calcio di punizione da circa 35 metri e sfruttando una grave disattenzione del portiere avversario David Seaman; poco dopo la rete, però, macchia la propria partita colpendo fallosamente il difensore inglese Rio Ferdinand: il gesto gli costa l'espulsione e la squalifica dalla semifinale. Ritorna in campo in occasione della finale vinta contro la Germania. Al termine del torneo, Ronaldinho, con 6 presenze, 2 gol e 2 assist, è annoverato tra i maggiori protagonisti della conquista del quinto titolo mondiale da parte del Brasile ed è inserito nell'All-star team del torneo.
Come le altre stelle della Seleção, non è stato impiegato nella Copa América 2004, ma è puntualmente figurato nella lista dei convocati per la Confederations Cup 2005, ereditando per l'occasione i gradi di capitano. Ha esordito il 16 giugno contro la Grecia, mentre sei giorni dopo ha trovato il primo gol nel torneo, in occasione di Giappone-Brasile (2-2), ultima gara della fase a gironi. Si è ripetuto in semifinale contro la Germania padrona di casa, spiazzando Lehmann su calcio di rigore, e poi nella finale vinta contro l'Argentina, chiudendo il torneo con 5 presenze e 3 gol.
Nell'estate 2006 viene convocato per il Mondiale in Germania. Il 22 giugno, nella terza partita del girone Giappone-Brasile (1-4), realizza l'assist per il gol di Gilberto del momentaneo 3-1 per i brasiliani. Il Mondiale del Brasile termina però ai quarti di finale, con la sconfitta per 1-0 contro la Francia futura finalista.
Il 24 marzo 2007 ha disputato la prima partita da titolare nel Brasile dal settembre 2006 e ha segnato 2 reti contro il Cile, mettendo fine a un digiuno in Nazionale durato quasi due anni. Nel maggio 2007 ha chiesto al C.T. Dunga di non convocarlo per la Copa América 2007, come già avvenuto per Kaká, affermando di aver bisogno di un periodo di riposo per non influenzare negativamente il proprio rendimento con il club e la Nazionale verdeoro. Nel 2010, reduce da una buona stagione con il Milan, non viene convocato da Dunga per il Mondiale in Sudafrica.
Nel settembre 2011 è convocato dal CT Mano Menezes sia per la gara di andata che per quella di ritorno del Superclásico de las Américas 2011; disputando entrambe le partite come titolare e capitano. Infine, ottiene le sue ultime presenze in nazionale con il CT Scolari, tornato sulla panchina della Seleção nel novembre 2012. Disputa la sua ultima partita con la maglia del Brasile il 24 marzo 2013 a Belo Horizonte, nella gara amichevole pareggiata 2-2 contro il Cile.

## Statistiche
Tra club, nazionale maggiore e nazionali giovanili (escluse le partite non ufficiali), Ronaldinho ha giocato 853 partite segnando 328 reti, alla media di 0,38 gol a partita.

### Presenze e reti nei club
Statistiche aggiornate al termine della carriera da calciatore.
| Stagione                   | Squadra                    | Campionato                 | Campionato | Campionato | Coppe nazionali | Coppe nazionali | Coppe nazionali | Coppe continentali | Coppe continentali | Coppe continentali | Altre coppe | Altre coppe | Altre coppe | Totale | Totale |
| Stagione                   | Squadra                    | Comp                       | Pres       | Reti       | Comp            | Pres            | Reti            | Comp               | Pres               | Reti               | Comp        | Pres        | Reti        | Pres   | Reti   |
| -------------------------- | -------------------------- | -------------------------- | ---------- | ---------- | --------------- | --------------- | --------------- | ------------------ | ------------------ | ------------------ | ----------- | ----------- | ----------- | ------ | ------ |
| 1998                       | Grêmio                     | PD/RS+A                    | 7+14       | 2+1        | CB              | 2               | 0               | CL+CM              | 10+5               | 1+2                | -           | -           | -           | 38     | 6      |
| 1999                       | Grêmio                     | PD/RS+A                    | 17+17      | 15+4       | CB              | 3               | 0               | CM                 | 4                  | 2                  | CS+SL       | 4+2         | 0+1         | 47     | 22     |
| 2000                       | Grêmio                     | PD/RS+CJH                  | 13+21      | 11+14      | CB              | 3               | 3               | -                  | -                  | -                  | -           | -           | -           | 37     | 28     |
| gen. -giu.2001             | Grêmio                     | -                          | -          | -          | -               | -               | -               | -                  | -                  | -                  | CSM         | 3           | 2           | 3      | 2      |
| Totale Grêmio              | Totale Grêmio              | Totale Grêmio              | 37+52      | 28+19      |                 | 8               | 3               |                    | 19                 | 5                  |             | 9           | 3           | 125    | 58     |
| 2001-2002                  | Paris Saint-Germain        | D1                         | 28         | 9          | CF+CdL          | 2+4             | 0+2             | CU                 | 6                  | 2                  | -           | -           | -           | 40     | 13     |
| 2002-2003                  | Paris Saint-Germain        | L1                         | 27         | 8          | CF+CdL          | 5+1             | 3+0             | CU                 | 4                  | 1                  | -           | -           | -           | 37     | 12     |
| Totale Paris Saint-Germain | Totale Paris Saint-Germain | Totale Paris Saint-Germain | 55         | 17         |                 | 7+5             | 3+2             |                    | 10                 | 3                  |             | -           | -           | 77     | 25     |
| 2003-2004                  | Barcellona                 | PD                         | 32         | 15         | CR              | 6               | 3               | CU                 | 7                  | 4                  | -           | -           | -           | 45     | 22     |
| 2004-2005                  | Barcellona                 | PD                         | 35         | 9          | CR              | 0               | 0               | UCL                | 7                  | 4                  | -           | -           | -           | 42     | 13     |
| 2005-2006                  | Barcellona                 | PD                         | 29         | 17         | CR              | 2               | 1               | UCL                | 12                 | 7                  | SS          | 2           | 1           | 45     | 26     |
| 2006-2007                  | Barcellona                 | PD                         | 32         | 21         | CR              | 4               | 0               | UCL                | 8                  | 2                  | SS+SU+Cmc   | 2+1+2       | 0+0+1       | 49     | 24     |
| 2007-2008                  | Barcellona                 | PD                         | 17         | 8          | CR              | 1               | 0               | UCL                | 8                  | 1                  | -           | -           | -           | 26     | 9      |
| Totale Barcellona          | Totale Barcellona          | Totale Barcellona          | 145        | 70         |                 | 13              | 4               |                    | 42                 | 18                 |             | 7           | 2           | 207    | 94     |
| 2008-2009                  | Milan                      | A                          | 29         | 8          | CI              | 1               | 0               | CU                 | 6                  | 2                  | -           | -           | -           | 36     | 10     |
| 2009-2010                  | Milan                      | A                          | 36         | 12         | CI              | 0               | 0               | UCL                | 7                  | 3                  | -           | -           | -           | 43     | 15     |
| 2010-gen. 2011             | Milan                      | A                          | 11         | 0          | CI              | 0               | 0               | UCL                | 5                  | 1                  | -           | -           | -           | 16     | 1      |
| Totale Milan               | Totale Milan               | Totale Milan               | 76         | 20         |                 | 1               | 0               |                    | 18                 | 6                  |             | -           | -           | 95     | 26     |
| 2011                       | Flamengo                   | A/RJ+A                     | 13+31      | 4+14       | CB              | 5               | 1               | CS                 | 3                  | 2                  | -           | -           | -           | 52     | 21     |
| gen.-mag. 2012             | Flamengo                   | A/RJ+A                     | 10+2       | 4+1        | -               | -               | -               | CL                 | 8                  | 2                  | -           | -           | -           | 20     | 7      |
| Totale Flamengo            | Totale Flamengo            | Totale Flamengo            | 23+33      | 8+15       |                 | 5               | 1               |                    | 11                 | 4                  |             | -           | -           | 72     | 28     |
| giu.-dic. 2012             | Atlético Mineiro           | M1/MG+A                    | 0+32       | 0+9        | -               | -               | -               | -                  | -                  | -                  | -           | -           | -           | 32     | 9      |
| 2013                       | Atlético Mineiro           | M1/MG+A                    | 6+14       | 4+7        | CB              | 2               | 0               | CL                 | 14                 | 4                  | Cmc         | 2           | 2           | 38     | 17     |
| gen. -lug.2014             | Atlético Mineiro           | M1/MG+A                    | 4+2        | 0          | CB              | 0               | 0               | CL                 | 7                  | 1                  | RS          | 2           | 0           | 15     | 1      |
| Totale Atlético Mineiro    | Totale Atlético Mineiro    | Totale Atlético Mineiro    | 10+48      | 4+16       |                 | 2               | 0               |                    | 21                 | 5                  |             | 4           | 2           | 85     | 27     |
| sett.2014-2015             | Querétaro                  | PDM                        | 20+5       | 7+1        | CM              | 4               | 0               | -                  | -                  | -                  | -           | -           | -           | 29     | 8      |
| lug. -sett.2015            | Fluminense                 | A/RJ+A                     | 0+7        | 0          | CB              | 2               | 0               | -                  | -                  | -                  | -           | -           | -           | 9      | 0      |
| Totale carriera            | Totale carriera            | Totale carriera            | 506+5      | 204+1      |                 | 47              | 13              |                    | 121                | 41                 |             | 20          | 7           | 699    | 266    |

### Cronologia presenze e reti in nazionale
| Cronologia completa delle presenze e delle reti in nazionale ― Brasile | Cronologia completa delle presenze e delle reti in nazionale ― Brasile | Cronologia completa delle presenze e delle reti in nazionale ― Brasile | Cronologia completa delle presenze e delle reti in nazionale ― Brasile | Cronologia completa delle presenze e delle reti in nazionale ― Brasile | Cronologia completa delle presenze e delle reti in nazionale ― Brasile | Cronologia completa delle presenze e delle reti in nazionale ― Brasile | Cronologia completa delle presenze e delle reti in nazionale ― Brasile |
| Data                                                                   | Città                                                                  | In casa                                                                | Risultato                                                              | Ospiti                                                                 | Competizione                                                           | Reti                                                                   | Note                                                                   |
| ---------------------------------------------------------------------- | ---------------------------------------------------------------------- | ---------------------------------------------------------------------- | ---------------------------------------------------------------------- | ---------------------------------------------------------------------- | ---------------------------------------------------------------------- | ---------------------------------------------------------------------- | ---------------------------------------------------------------------- |
| 26-6-1999                                                              | Curitiba                                                               | Brasile                                                                | 3 – 0                                                                  | Lettonia                                                               | Amichevole                                                             | -                                                                      |                                                                        |
| 30-6-1999                                                              | Ciudad del Este                                                        | Brasile                                                                | 7 – 0                                                                  | Venezuela                                                              | Coppa America 1999 - 1º turno                                          | 1                                                                      |                                                                        |
| 3-7-1999                                                               | Ciudad del Este                                                        | Brasile                                                                | 2 – 1                                                                  | Messico                                                                | Coppa America 1999 - 1º turno                                          | -                                                                      |                                                                        |
| 6-7-1999                                                               | Ciudad del Este                                                        | Brasile                                                                | 1 – 0                                                                  | Cile                                                                   | Coppa America 1999 - 1º turno                                          | -                                                                      | Sospesa per nebbia all'85'                                             |
| 14-7-1999                                                              | Ciudad del Este                                                        | Brasile                                                                | 2 – 0                                                                  | Messico                                                                | Coppa America 1999 - Semifinale                                        | -                                                                      |                                                                        |
| 24-7-1999                                                              | Guadalajara                                                            | Brasile                                                                | 4 – 0                                                                  | Germania                                                               | Conf. Cup 1999 - 1º turno                                              | 1                                                                      |                                                                        |
| 28-7-1999                                                              | Guadalajara                                                            | Brasile                                                                | 2 – 0                                                                  | Stati Uniti                                                            | Conf. Cup 1999 - 1º turno                                              | 1                                                                      |                                                                        |
| 30-7-1999                                                              | Guadalajara                                                            | Nuova Zelanda                                                          | 0 – 2                                                                  | Brasile                                                                | Conf. Cup 1999 - 1º turno                                              | 1                                                                      |                                                                        |
| 1-8-1999                                                               | Guadalajara                                                            | Brasile                                                                | 8 – 0                                                                  | Arabia Saudita                                                         | Conf. Cup 1999 - Semifinale                                            | 3                                                                      |                                                                        |
| 4-8-1999                                                               | Città del Messico                                                      | Messico                                                                | 4 – 3                                                                  | Brasile                                                                | Conf. Cup 1999 - Finale                                                | -                                                                      | 2º posto                                                               |
| 4-9-1999                                                               | Buenos Aires                                                           | Argentina                                                              | 2 – 0                                                                  | Brasile                                                                | Amichevole                                                             | -                                                                      |                                                                        |
| 7-9-1999                                                               | Porto Alegre                                                           | Brasile                                                                | 4 – 2                                                                  | Argentina                                                              | Amichevole                                                             | -                                                                      |                                                                        |
| 9-10-1999                                                              | Amsterdam                                                              | Paesi Bassi                                                            | 2 – 2                                                                  | Brasile                                                                | Amichevole                                                             | -                                                                      |                                                                        |
| 23-2-2000                                                              | Bangkok                                                                | Thailandia                                                             | 0 – 7                                                                  | Brasile                                                                | Amichevole                                                             | 1                                                                      | King's Cup                                                             |
| 28-3-2000                                                              | Bogotà                                                                 | Colombia                                                               | 0 – 0                                                                  | Brasile                                                                | Qual. Mondiali 2002                                                    | -                                                                      |                                                                        |
| 28-6-2000                                                              | Rio de Janeiro                                                         | Brasile                                                                | 1 – 0                                                                  | Uruguay                                                                | Qual. Mondiali 2002                                                    | -                                                                      |                                                                        |
| 26-7-2000                                                              | San Paolo                                                              | Brasile                                                                | 3 – 1                                                                  | Argentina                                                              | Qual. Mondiali 2002                                                    | -                                                                      |                                                                        |
| 3-9-2000                                                               | Rio de Janeiro                                                         | Brasile                                                                | 5 – 0                                                                  | Bolivia                                                                | Qual. Mondiali 2002                                                    | -                                                                      |                                                                        |
| 3-3-2001                                                               | Pasadena                                                               | Stati Uniti                                                            | 1 – 2                                                                  | Brasile                                                                | Amichevole                                                             | 1                                                                      |                                                                        |
| 7-3-2001                                                               | Guadalajara                                                            | Messico                                                                | 3 – 3                                                                  | Brasile                                                                | Amichevole                                                             | -                                                                      |                                                                        |
| 28-3-2001                                                              | Quito                                                                  | Ecuador                                                                | 1 – 0                                                                  | Brasile                                                                | Qual. Mondiali 2002                                                    | -                                                                      |                                                                        |
| 14-11-2001                                                             | São Luís                                                               | Brasile                                                                | 3 – 0                                                                  | Venezuela                                                              | Qual. Mondiali 2002                                                    | -                                                                      |                                                                        |
| 27-3-2002                                                              | Fortaleza                                                              | Brasile                                                                | 1 – 0                                                                  | Jugoslavia                                                             | Amichevole                                                             | -                                                                      |                                                                        |
| 17-4-2002                                                              | Lisbona                                                                | Portogallo                                                             | 1 – 1                                                                  | Brasile                                                                | Amichevole                                                             | 1                                                                      |                                                                        |
| 25-5-2002                                                              | Kuala Lumpur                                                           | Malaysia                                                               | 0 – 4                                                                  | Brasile                                                                | Amichevole                                                             | -                                                                      |                                                                        |
| 3-6-2002                                                               | Ulsan                                                                  | Brasile                                                                | 2 – 1                                                                  | Turchia                                                                | Mondiali 2002 - 1º turno                                               | -                                                                      |                                                                        |
| 8-6-2002                                                               | Seogwipo                                                               | Brasile                                                                | 4 – 0                                                                  | Cina                                                                   | Mondiali 2002 - 1º turno                                               | 1                                                                      |                                                                        |
| 17-6-2002                                                              | Kōbe                                                                   | Brasile                                                                | 2 – 0                                                                  | Belgio                                                                 | Mondiali 2002 - Ottavi                                                 | -                                                                      |                                                                        |
| 21-6-2002                                                              | Shizuoka                                                               | Inghilterra                                                            | 1 – 2                                                                  | Brasile                                                                | Mondiali 2002 - Quarti                                                 | 1                                                                      |                                                                        |
| 30-6-2002                                                              | Yokohama                                                               | Brasile                                                                | 2 – 0                                                                  | Germania                                                               | Mondiali 2002 - Finale                                                 | -                                                                      | 5º titolo                                                              |
| 21-8-2002                                                              | Fortaleza                                                              | Brasile                                                                | 0 – 1                                                                  | Paraguay                                                               | Amichevole                                                             | -                                                                      |                                                                        |
| 20-11-2002                                                             | Seul                                                                   | Corea del Sud                                                          | 2 – 3                                                                  | Brasile                                                                | Amichevole                                                             | 1                                                                      |                                                                        |
| 10-2-2003                                                              | Guangdong                                                              | Cina                                                                   | 0 – 0                                                                  | Brasile                                                                | Amichevole                                                             | -                                                                      |                                                                        |
| 29-3-2003                                                              | Oporto                                                                 | Portogallo                                                             | 2 – 1                                                                  | Brasile                                                                | Amichevole                                                             | 1                                                                      |                                                                        |
| 30-4-2003                                                              | Guadalajara                                                            | Messico                                                                | 0 – 0                                                                  | Brasile                                                                | Amichevole                                                             | -                                                                      |                                                                        |
| 11-6-2003                                                              | Abuja                                                                  | Nigeria                                                                | 0 – 3                                                                  | Brasile                                                                | Amichevole                                                             | -                                                                      |                                                                        |
| 19-6-2003                                                              | Saint-Denis                                                            | Brasile                                                                | 0 – 1                                                                  | Camerun                                                                | Conf. Cup 2003 - 1º turno                                              | -                                                                      |                                                                        |
| 21-6-2003                                                              | Lione                                                                  | Brasile                                                                | 1 – 0                                                                  | Stati Uniti                                                            | Conf. Cup 2003 - 1º turno                                              | -                                                                      |                                                                        |
| 23-6-2003                                                              | Saint-Étienne                                                          | Brasile                                                                | 2 – 2                                                                  | Turchia                                                                | Conf. Cup 2003 - 1º turno                                              | -                                                                      |                                                                        |
| 10-9-2003                                                              | Manaus                                                                 | Brasile                                                                | 1 – 0                                                                  | Ecuador                                                                | Qual. Mondiali 2006                                                    | 1                                                                      |                                                                        |
| 18-2-2004                                                              | Dublino                                                                | Irlanda                                                                | 0 – 0                                                                  | Brasile                                                                | Amichevole                                                             | -                                                                      |                                                                        |
| 31-3-2004                                                              | Asunción                                                               | Paraguay                                                               | 0 – 0                                                                  | Brasile                                                                | Qual. Mondiali 2006                                                    | -                                                                      |                                                                        |
| 28-4-2004                                                              | Budapest                                                               | Ungheria                                                               | 1 – 4                                                                  | Brasile                                                                | Amichevole                                                             | 1                                                                      |                                                                        |
| 20-5-2004                                                              | Saint-Denis                                                            | Francia                                                                | 0 – 0                                                                  | Brasile                                                                | Amichevole                                                             | -                                                                      | Centenario FIFA                                                        |
| 18-8-2004                                                              | Port-au-Prince                                                         | Haiti                                                                  | 0 – 6                                                                  | Brasile                                                                | Amichevole                                                             | 3                                                                      |                                                                        |
| 5-9-2004                                                               | San Paolo                                                              | Brasile                                                                | 3 – 1                                                                  | Bolivia                                                                | Qual. Mondiali 2006                                                    | 1                                                                      |                                                                        |
| 8-9-2004                                                               | Berlino                                                                | Germania                                                               | 1 – 1                                                                  | Brasile                                                                | Amichevole                                                             | 1                                                                      |                                                                        |
| 9-10-2004                                                              | Maracaibo                                                              | Venezuela                                                              | 2 – 5                                                                  | Brasile                                                                | Qual. Mondiali 2006                                                    | -                                                                      |                                                                        |
| 13-10-2004                                                             | Maceió                                                                 | Brasile                                                                | 0 – 0                                                                  | Colombia                                                               | Qual. Mondiali 2006                                                    | -                                                                      |                                                                        |
| 17-11-2004                                                             | Quito                                                                  | Ecuador                                                                | 1 – 0                                                                  | Brasile                                                                | Qual. Mondiali 2006                                                    | -                                                                      |                                                                        |
| 9-2-2005                                                               | Hong Kong                                                              | Hong Kong                                                              | 1 – 7                                                                  | Brasile                                                                | Amichevole                                                             | 1                                                                      | Carlsberg Cup                                                          |
| 27-3-2005                                                              | Goiânia                                                                | Brasile                                                                | 1 – 0                                                                  | Perù                                                                   | Qual. Mondiali 2006                                                    | -                                                                      |                                                                        |
| 30-3-2005                                                              | Montevideo                                                             | Uruguay                                                                | 1 – 1                                                                  | Brasile                                                                | Qual. Mondiali 2006                                                    | -                                                                      |                                                                        |
| 5-6-2005                                                               | Porto Alegre                                                           | Brasile                                                                | 4 – 1                                                                  | Paraguay                                                               | Qual. Mondiali 2006                                                    | 2                                                                      |                                                                        |
| 8-6-2005                                                               | Buenos Aires                                                           | Argentina                                                              | 3 – 1                                                                  | Brasile                                                                | Qual. Mondiali 2006                                                    | -                                                                      |                                                                        |
| 16-6-2005                                                              | Lipsia                                                                 | Brasile                                                                | 3 – 0                                                                  | Grecia                                                                 | Conf. Cup 2005 - 1º turno                                              | -                                                                      |                                                                        |
| 19-6-2005                                                              | Hannover                                                               | Messico                                                                | 1 – 0                                                                  | Brasile                                                                | Conf. Cup 2005 - 1º turno                                              | -                                                                      |                                                                        |
| 22-6-2005                                                              | Colonia                                                                | Giappone                                                               | 2 – 2                                                                  | Brasile                                                                | Conf. Cup 2005 - 1º turno                                              | 1                                                                      |                                                                        |
| 25-6-2005                                                              | Norimberga                                                             | Germania                                                               | 2 – 3                                                                  | Brasile                                                                | Conf. Cup 2005 - Semifinale                                            | 1                                                                      |                                                                        |
| 29-6-2005                                                              | Francoforte sul Meno                                                   | Brasile                                                                | 4 – 1                                                                  | Argentina                                                              | Conf. Cup 2005 - Finale                                                | 1                                                                      | 2º titolo                                                              |
| 12-10-2005                                                             | Belém                                                                  | Brasile                                                                | 3 – 0                                                                  | Venezuela                                                              | Qual. Mondiali 2006                                                    | -                                                                      |                                                                        |
| 12-11-2005                                                             | Abu Dhabi                                                              | Emirati Arabi Uniti                                                    | 0 – 8                                                                  | Brasile                                                                | Amichevole                                                             | -                                                                      |                                                                        |
| 4-6-2006                                                               | Ginevra                                                                | Brasile                                                                | 4 – 0                                                                  | Nuova Zelanda                                                          | Amichevole                                                             | -                                                                      |                                                                        |
| 13-6-2006                                                              | Berlino                                                                | Brasile                                                                | 1 – 0                                                                  | Croazia                                                                | Mondiali 2006 - 1º turno                                               | -                                                                      |                                                                        |
| 18-6-2006                                                              | Monaco di Baviera                                                      | Brasile                                                                | 2 – 0                                                                  | Australia                                                              | Mondiali 2006 - 1º turno                                               | -                                                                      |                                                                        |
| 22-6-2006                                                              | Dortmund                                                               | Giappone                                                               | 1 – 4                                                                  | Brasile                                                                | Mondiali 2006 - 1º turno                                               | -                                                                      |                                                                        |
| 27-6-2006                                                              | Dortmund                                                               | Brasile                                                                | 3 – 0                                                                  | Ghana                                                                  | Mondiali 2006 - Ottavi                                                 | -                                                                      |                                                                        |
| 1-7-2006                                                               | Francoforte sul Meno                                                   | Brasile                                                                | 0 – 1                                                                  | Francia                                                                | Mondiali 2006 - Quarti                                                 | -                                                                      |                                                                        |
| 5-9-2006                                                               | Londra                                                                 | Galles                                                                 | 0 – 2                                                                  | Brasile                                                                | Amichevole                                                             | -                                                                      |                                                                        |
| 10-10-2006                                                             | Stoccolma                                                              | Brasile                                                                | 2 – 1                                                                  | Ecuador                                                                | Amichevole                                                             | -                                                                      |                                                                        |
| 15-11-2006                                                             | Basilea                                                                | Svizzera                                                               | 1 – 2                                                                  | Brasile                                                                | Amichevole                                                             | -                                                                      |                                                                        |
| 24-3-2007                                                              | Göteborg                                                               | Brasile                                                                | 4 – 0                                                                  | Cile                                                                   | Amichevole                                                             | 2                                                                      |                                                                        |
| 27-3-2007                                                              | Stoccolma                                                              | Brasile                                                                | 1 – 0                                                                  | Ghana                                                                  | Amichevole                                                             | -                                                                      |                                                                        |
| 1-6-2007                                                               | Londra                                                                 | Inghilterra                                                            | 1 – 1                                                                  | Brasile                                                                | Amichevole                                                             | -                                                                      |                                                                        |
| 5-6-2007                                                               | Dortmund                                                               | Turchia                                                                | 0 – 0                                                                  | Brasile                                                                | Amichevole                                                             | -                                                                      |                                                                        |
| 22-8-2007                                                              | Montpellier                                                            | Brasile                                                                | 2 – 0                                                                  | Algeria                                                                | Amichevole                                                             | 1                                                                      |                                                                        |
| 9-9-2007                                                               | Chicago                                                                | Stati Uniti                                                            | 2 – 4                                                                  | Brasile                                                                | Amichevole                                                             | 1                                                                      |                                                                        |
| 12-9-2007                                                              | Foxborough                                                             | Messico                                                                | 2 – 4                                                                  | Brasile                                                                | Amichevole                                                             | -                                                                      |                                                                        |
| 14-10-2007                                                             | Bogotà                                                                 | Colombia                                                               | 0 – 0                                                                  | Brasile                                                                | Qual. Mondiali 2010                                                    | -                                                                      |                                                                        |
| 17-10-2007                                                             | Rio de Janeiro                                                         | Brasile                                                                | 5 – 0                                                                  | Ecuador                                                                | Qual. Mondiali 2010                                                    | 1                                                                      |                                                                        |
| 18-11-2007                                                             | Lima                                                                   | Perù                                                                   | 1 – 1                                                                  | Brasile                                                                | Qual. Mondiali 2010                                                    | -                                                                      |                                                                        |
| 21-11-2007                                                             | San Paolo                                                              | Brasile                                                                | 2 – 1                                                                  | Uruguay                                                                | Qual. Mondiali 2010                                                    | -                                                                      |                                                                        |
| 7-9-2008                                                               | Santiago del Cile                                                      | Cile                                                                   | 0 – 3                                                                  | Brasile                                                                | Qual. Mondiali 2010                                                    | -                                                                      |                                                                        |
| 10-9-2008                                                              | Rio de Janeiro                                                         | Brasile                                                                | 0 – 0                                                                  | Bolivia                                                                | Qual. Mondiali 2010                                                    | -                                                                      |                                                                        |
| 10-2-2009                                                              | Londra                                                                 | Brasile                                                                | 2 – 0                                                                  | Italia                                                                 | Amichevole                                                             | -                                                                      |                                                                        |
| 29-3-2009                                                              | Quito                                                                  | Ecuador                                                                | 1 – 1                                                                  | Brasile                                                                | Qual. Mondiali 2010                                                    | -                                                                      |                                                                        |
| 1-4-2009                                                               | Porto Alegre                                                           | Brasile                                                                | 3 – 0                                                                  | Perù                                                                   | Qual. Mondiali 2010                                                    | -                                                                      |                                                                        |
| 17-11-2010                                                             | Doha                                                                   | Argentina                                                              | 1 – 0                                                                  | Brasile                                                                | Amichevole                                                             | -                                                                      |                                                                        |
| 5-9-2011                                                               | Londra                                                                 | Brasile                                                                | 1 – 0                                                                  | Ghana                                                                  | Amichevole                                                             | -                                                                      |                                                                        |
| 14-9-2011                                                              | Córdoba                                                                | Argentina                                                              | 0 – 0                                                                  | Brasile                                                                | Amichevole                                                             | -                                                                      | Superclásico de las Américas                                           |
| 28-9-2011                                                              | Belém                                                                  | Brasile                                                                | 2 – 0                                                                  | Argentina                                                              | Amichevole                                                             | -                                                                      | Superclásico de las Américas                                           |
| 7-10-2011                                                              | San José                                                               | Costa Rica                                                             | 0 – 1                                                                  | Brasile                                                                | Amichevole                                                             | -                                                                      |                                                                        |
| 11-10-2011                                                             | Torreón                                                                | Messico                                                                | 1 – 2                                                                  | Brasile                                                                | Amichevole                                                             | 1                                                                      |                                                                        |
| 28-2-2012                                                              | San Gallo                                                              | Bosnia ed Erzegovina                                                   | 1 – 2                                                                  | Brasile                                                                | Amichevole                                                             | -                                                                      |                                                                        |
| 6-2-2013                                                               | Londra                                                                 | Inghilterra                                                            | 2 – 1                                                                  | Brasile                                                                | Amichevole                                                             | -                                                                      |                                                                        |
| 6-4-2013                                                               | Santa Cruz                                                             | Bolivia                                                                | 0 – 4                                                                  | Brasile                                                                | Amichevole                                                             | -                                                                      |                                                                        |
| 24-4-2013                                                              | Belo Horizonte                                                         | Brasile                                                                | 2 – 2                                                                  | Cile                                                                   | Amichevole                                                             | -                                                                      |                                                                        |
| Totale                                                                 |                                                                        | Presenze (10º posto)                                                   | 97                                                                     |                                                                        | Reti (9º posto)                                                        | 33                                                                     |                                                                        |

| Cronologia completa delle presenze e delle reti in nazionale ― Brasile olimpica | Cronologia completa delle presenze e delle reti in nazionale ― Brasile olimpica | Cronologia completa delle presenze e delle reti in nazionale ― Brasile olimpica | Cronologia completa delle presenze e delle reti in nazionale ― Brasile olimpica | Cronologia completa delle presenze e delle reti in nazionale ― Brasile olimpica | Cronologia completa delle presenze e delle reti in nazionale ― Brasile olimpica | Cronologia completa delle presenze e delle reti in nazionale ― Brasile olimpica | Cronologia completa delle presenze e delle reti in nazionale ― Brasile olimpica |
| Data                                                                            | Città                                                                           | In casa                                                                         | Risultato                                                                       | Ospiti                                                                          | Competizione                                                                    | Reti                                                                            | Note                                                                            |
| ------------------------------------------------------------------------------- | ------------------------------------------------------------------------------- | ------------------------------------------------------------------------------- | ------------------------------------------------------------------------------- | ------------------------------------------------------------------------------- | ------------------------------------------------------------------------------- | ------------------------------------------------------------------------------- | ------------------------------------------------------------------------------- |
| 14-11-1999                                                                      | Sydney                                                                          | Australia olimpica                                                              | 0 – 2                                                                           | Brasile olimpica                                                                | Amichevole                                                                      | -                                                                               |                                                                                 |
| 17-11-1999                                                                      | Melbourne                                                                       | Australia olimpica                                                              | 2 – 2                                                                           | Brasile olimpica                                                                | Amichevole                                                                      | 1                                                                               |                                                                                 |
| 10-12-1999                                                                      | Cuiabá                                                                          | Brasile olimpica                                                                | 3 – 0                                                                           | Bolivia olimpica                                                                | Amichevole                                                                      | -                                                                               |                                                                                 |
| 14-12-1999                                                                      | Campo Grande                                                                    | Brasile olimpica                                                                | 3 – 3                                                                           | Paraguay olimpica                                                               | Amichevole                                                                      | -                                                                               |                                                                                 |
| 12-1-2000                                                                       | Florianópolis                                                                   | Brasile olimpica                                                                | 7 – 0                                                                           | Trinidad e Tobago olimpica                                                      | Amichevole                                                                      | 2                                                                               |                                                                                 |
| 14-1-2000                                                                       | Maringá                                                                         | Brasile olimpica                                                                | 4 – 1                                                                           | Costa Rica olimpica                                                             | Amichevole                                                                      | -                                                                               |                                                                                 |
| 19-1-2000                                                                       | Londrina                                                                        | Brasile olimpica                                                                | 1 – 1                                                                           | Cile olimpica                                                                   | Torneo Pre-Olimpico 2000                                                        | -                                                                               |                                                                                 |
| 23-1-2000                                                                       | Londrina                                                                        | Brasile olimpica                                                                | 2 – 0                                                                           | Ecuador olimpica                                                                | Torneo Pre-Olimpico 2000                                                        | 1                                                                               |                                                                                 |
| 26-1-2000                                                                       | Londrina                                                                        | Brasile olimpica                                                                | 3 – 0                                                                           | Venezuela olimpica                                                              | Torneo Pre-Olimpico 2000                                                        | 2                                                                               |                                                                                 |
| 30-1-2000                                                                       | Londrina                                                                        | Brasile olimpica                                                                | 9 – 0                                                                           | Colombia olimpica                                                               | Torneo Pre-Olimpico 2000                                                        | 2                                                                               |                                                                                 |
| 2-2-2000                                                                        | Londrina                                                                        | Brasile olimpica                                                                | 4 – 2                                                                           | Argentina olimpica                                                              | Torneo Pre-Olimpico 2000                                                        | 3                                                                               |                                                                                 |
| 4-2-2000                                                                        | Londrina                                                                        | Brasile olimpica                                                                | 3 – 1                                                                           | Cile olimpica                                                                   | Torneo Pre-Olimpico 2000                                                        | 1                                                                               |                                                                                 |
| 6-2-2000                                                                        | Londrina                                                                        | Brasile olimpica                                                                | 2 – 2                                                                           | Uruguay olimpica                                                                | Torneo Pre-Olimpico 2000                                                        | -                                                                               | 7º titolo                                                                       |
| 9-8-2000                                                                        | Ovalle                                                                          | Cile olimpica                                                                   | 3 – 5                                                                           | Brasile olimpica                                                                | Amichevole                                                                      | 2                                                                               |                                                                                 |
| 12-8-2000                                                                       | Florianópolis                                                                   | Brasile olimpica                                                                | 3 – 0                                                                           | Cile olimpica                                                                   | Amichevole                                                                      | -                                                                               |                                                                                 |
| 14-9-2000                                                                       | Brisbane                                                                        | Brasile olimpica                                                                | 3 – 1                                                                           | Slovacchia olimpica                                                             | Olimpiadi 2000 - 1º turno                                                       | -                                                                               |                                                                                 |
| 17-9-2000                                                                       | Brisbane                                                                        | Brasile olimpica                                                                | 1 – 3                                                                           | Sudafrica olimpica                                                              | Olimpiadi 2000 - 1º turno                                                       | -                                                                               |                                                                                 |
| 20-9-2000                                                                       | Brisbane                                                                        | Brasile olimpica                                                                | 1 – 0                                                                           | Giappone olimpica                                                               | Olimpiadi 2000 - 1º turno                                                       | -                                                                               |                                                                                 |
| 23-9-2000                                                                       | Brisbane                                                                        | Brasile olimpica                                                                | 1 – 2                                                                           | Camerun olimpica                                                                | Olimpiadi 2000 - Quarti di finale                                               | 1                                                                               |                                                                                 |
| 28-7-2008                                                                       | Singapore                                                                       | Singapore olimpica                                                              | 0 – 3                                                                           | Brasile olimpica                                                                | Amichevole                                                                      | 1                                                                               |                                                                                 |
| 1-8-2008                                                                        | Hanoi                                                                           | Vietnam olimpica                                                                | 0 – 2                                                                           | Brasile olimpica                                                                | Amichevole                                                                      | -                                                                               |                                                                                 |
| 7-8-2008                                                                        | Shenyang                                                                        | Brasile olimpica                                                                | 1 – 0                                                                           | Belgio olimpica                                                                 | Olimpiadi 2008 - 1º turno                                                       | -                                                                               |                                                                                 |
| 10-8-2008                                                                       | Shenyang                                                                        | Nuova Zelanda olimpica                                                          | 0 – 5                                                                           | Brasile olimpica                                                                | Olimpiadi 2008 - 1º turno                                                       | 2                                                                               |                                                                                 |
| 13-8-2008                                                                       | Qinhuangdao                                                                     | Cina olimpica                                                                   | 0 – 3                                                                           | Brasile olimpica                                                                | Olimpiadi 2008 - 1º turno                                                       | -                                                                               |                                                                                 |
| 16-8-2008                                                                       | Shenyang                                                                        | Brasile olimpica                                                                | 2 – 0                                                                           | Camerun olimpica                                                                | Olimpiadi 2008 - Quarti di finale                                               | -                                                                               |                                                                                 |
| 19-8-2008                                                                       | Pechino                                                                         | Argentina olimpica                                                              | 3 – 0                                                                           | Brasile olimpica                                                                | Olimpiadi 2008 - Semifinale                                                     | -                                                                               |                                                                                 |
| 22-8-2008                                                                       | Shanghai                                                                        | Belgio olimpica                                                                 | 0 – 3                                                                           | Brasile olimpica                                                                | Olimpiadi 2008 - Finale 3º posto                                                | -                                                                               | 3º posto                                                                        |
| Totale                                                                          |                                                                                 | Presenze                                                                        | 27                                                                              |                                                                                 | Reti                                                                            | 18                                                                              |                                                                                 |

| Cronologia completa delle presenze e delle reti in nazionale ― Brasile under 20 | Cronologia completa delle presenze e delle reti in nazionale ― Brasile under 20 | Cronologia completa delle presenze e delle reti in nazionale ― Brasile under 20 | Cronologia completa delle presenze e delle reti in nazionale ― Brasile under 20 | Cronologia completa delle presenze e delle reti in nazionale ― Brasile under 20 | Cronologia completa delle presenze e delle reti in nazionale ― Brasile under 20 | Cronologia completa delle presenze e delle reti in nazionale ― Brasile under 20 | Cronologia completa delle presenze e delle reti in nazionale ― Brasile under 20 |
| Data                                                                            | Città                                                                           | In casa                                                                         | Risultato                                                                       | Ospiti                                                                          | Competizione                                                                    | Reti                                                                            | Note                                                                            |
| ------------------------------------------------------------------------------- | ------------------------------------------------------------------------------- | ------------------------------------------------------------------------------- | ------------------------------------------------------------------------------- | ------------------------------------------------------------------------------- | ------------------------------------------------------------------------------- | ------------------------------------------------------------------------------- | ------------------------------------------------------------------------------- |
| 1-2-1998                                                                        | Rivera                                                                          | Brasile under 20                                                                | 3 – 0                                                                           | Spagna under 20                                                                 | Amichevole                                                                      | 1                                                                               |                                                                                 |
| 5-2-1998                                                                        | Rivera                                                                          | Brasile under 20                                                                | 1 – 0                                                                           | Cile under 20                                                                   | Amichevole                                                                      | -                                                                               |                                                                                 |
| 8-2-1998                                                                        | Rivera                                                                          | Uruguay under 20                                                                | 0 – 2                                                                           | Brasile under 20                                                                | Amichevole                                                                      | 1                                                                               |                                                                                 |
| 6-1-1999                                                                        | Tandil                                                                          | Bolivia under 20                                                                | 0 – 4                                                                           | Brasile under 20                                                                | Sudamericano Under-20 1999 - Fase iniziale                                      | -                                                                               |                                                                                 |
| 8-1-1999                                                                        | Tandil                                                                          | Brasile under 20                                                                | 3 – 1                                                                           | Colombia under 20                                                               | Sudamericano Under-20 1999 - Fase iniziale                                      | 1                                                                               |                                                                                 |
| 10-1-1999                                                                       | Tandil                                                                          | Paraguay under 20                                                               | 1 – 1                                                                           | Brasile under 20                                                                | Sudamericano Under-20 1999 - Fase iniziale                                      | -                                                                               |                                                                                 |
| 14-1-1999                                                                       | Tandil                                                                          | Brasile under 20                                                                | 0 – 0                                                                           | Uruguay under 20                                                                | Sudamericano Under-20 1999 - Fase iniziale                                      | -                                                                               |                                                                                 |
| 17-1-1999                                                                       | Mar del Plata                                                                   | Brasile under 20                                                                | 2 – 3                                                                           | Cile under 20                                                                   | Sudamericano Under-20 1999 - Fase finale                                        | -                                                                               |                                                                                 |
| 19-1-1999                                                                       | Mar del Plata                                                                   | Paraguay under 20                                                               | 1 – 3                                                                           | Brasile under 20                                                                | Sudamericano Under-20 1999 - Fase finale                                        | 1                                                                               |                                                                                 |
| 21-1-1999                                                                       | Mar del Plata                                                                   | Argentina under 20                                                              | 2 – 1                                                                           | Brasile under 20                                                                | Sudamericano Under-20 1999 - Fase finale                                        | -                                                                               |                                                                                 |
| 23-1-1999                                                                       | Mar del Plata                                                                   | Brasile under 20                                                                | 6 – 0                                                                           | Perù under 20                                                                   | Sudamericano Under-20 1999 - Fase finale                                        | -                                                                               |                                                                                 |
| 25-1-1999                                                                       | Mar del Plata                                                                   | Uruguay under 20                                                                | 2 – 2                                                                           | Brasile under 20                                                                | Sudamericano Under-20 1999 - Fase finale                                        | 1                                                                               | 3º posto                                                                        |
| 5-4-1999                                                                        | Calabar                                                                         | Spagna under 20                                                                 | 2 – 0                                                                           | Brasile under 20                                                                | Mondiali Under-20 1999 - 1º turno                                               | -                                                                               |                                                                                 |
| 8-4-1999                                                                        | Port Harcourt                                                                   | Honduras under 20                                                               | 0 – 3                                                                           | Brasile under 20                                                                | Mondiali Under-20 1999 - 1º turno                                               | -                                                                               |                                                                                 |
| 11-4-1999                                                                       | Port Harcourt                                                                   | Zambia under 20                                                                 | 1 – 5                                                                           | Brasile under 20                                                                | Mondiali Under-20 1999 - 1º turno                                               | 1                                                                               |                                                                                 |
| 14-4-1999                                                                       | Calabar                                                                         | Brasile under 20                                                                | 4 – 0                                                                           | Croazia under 20                                                                | Mondiali Under-20 1999 - Ottavi di finale                                       | 2                                                                               |                                                                                 |
| 18-4-1999                                                                       | Lagos                                                                           | Uruguay under 20                                                                | 2 – 1                                                                           | Brasile under 20                                                                | Mondiali Under-20 1999 - Quarti di finale                                       | -                                                                               |                                                                                 |
| Totale                                                                          |                                                                                 | Presenze                                                                        | 17                                                                              |                                                                                 | Reti                                                                            | 8                                                                               |                                                                                 |

| Cronologia completa delle presenze e delle reti in nazionale ― Brasile under 17 | Cronologia completa delle presenze e delle reti in nazionale ― Brasile under 17 | Cronologia completa delle presenze e delle reti in nazionale ― Brasile under 17 | Cronologia completa delle presenze e delle reti in nazionale ― Brasile under 17 | Cronologia completa delle presenze e delle reti in nazionale ― Brasile under 17 | Cronologia completa delle presenze e delle reti in nazionale ― Brasile under 17 | Cronologia completa delle presenze e delle reti in nazionale ― Brasile under 17 | Cronologia completa delle presenze e delle reti in nazionale ― Brasile under 17 |
| Data                                                                            | Città                                                                           | In casa                                                                         | Risultato                                                                       | Ospiti                                                                          | Competizione                                                                    | Reti                                                                            | Note                                                                            |
| ------------------------------------------------------------------------------- | ------------------------------------------------------------------------------- | ------------------------------------------------------------------------------- | ------------------------------------------------------------------------------- | ------------------------------------------------------------------------------- | ------------------------------------------------------------------------------- | ------------------------------------------------------------------------------- | ------------------------------------------------------------------------------- |
| 1-3-1997                                                                        | Pedro Juan Caballero                                                            | Brasile under 17                                                                | 1 – 1                                                                           | Cile under 17                                                                   | Sudamericano Under-17 1997 - Fase iniziale                                      | 1                                                                               |                                                                                 |
| 3-3-1997                                                                        | Pedro Juan Caballero                                                            | Brasile under 17                                                                | 4 – 0                                                                           | Bolivia under 17                                                                | Sudamericano Under-17 1997 - Fase iniziale                                      | -                                                                               |                                                                                 |
| 7-3-1997                                                                        | Pedro Juan Caballero                                                            | Brasile under 17                                                                | 1 – 1                                                                           | Colombia under 17                                                               | Sudamericano Under-17 1997 - Fase iniziale                                      | -                                                                               |                                                                                 |
| 9-3-1997                                                                        | Pedro Juan Caballero                                                            | Brasile under 17                                                                | 2 – 1                                                                           | Uruguay under 17                                                                | Sudamericano Under-17 1997 - Fase iniziale                                      | -                                                                               |                                                                                 |
| 11-3-1997                                                                       | Asunción                                                                        | Brasile under 17                                                                | 5 – 0                                                                           | Cile under 17                                                                   | Sudamericano Under-17 1997 - Fase finale                                        | -                                                                               |                                                                                 |
| 13-3-1997                                                                       | Asunción                                                                        | Cile under 17                                                                   | 3 – 5                                                                           | Brasile under 17                                                                | Sudamericano Under-17 1997 - Fase finale                                        | -                                                                               |                                                                                 |
| 16-3-1997                                                                       | Asunción                                                                        | Brasile under 17                                                                | 2 – 1                                                                           | Argentina under 17                                                              | Sudamericano Under-17 1997 - Fase finale                                        | -                                                                               | 4º titolo                                                                       |
| 6-9-1997                                                                        | Alessandria d'Egitto                                                            | Austria under 17                                                                | 0 – 7                                                                           | Brasile under 17                                                                | Mondiali Under-17 1997 - 1º turno                                               | 1                                                                               |                                                                                 |
| 8-9-1997                                                                        | Alessandria d'Egitto                                                            | Stati Uniti under 17                                                            | 0 – 3                                                                           | Brasile under 17                                                                | Mondiali Under-17 1997 - 1º turno                                               | -                                                                               |                                                                                 |
| 11-9-1997                                                                       | Alessandria d'Egitto                                                            | Oman under 17                                                                   | 1 – 3                                                                           | Brasile under 17                                                                | Mondiali Under-17 1997 - 1º turno                                               | -                                                                               |                                                                                 |
| 14-9-1997                                                                       | Alessandria d'Egitto                                                            | Brasile under 17                                                                | 2 – 0                                                                           | Argentina under 17                                                              | Mondiali Under-17 1997 - Quarti di finale                                       | -                                                                               |                                                                                 |
| 18-9-1997                                                                       | Ismailia                                                                        | Brasile under 17                                                                | 4 – 0                                                                           | Germania under 17                                                               | Mondiali Under-17 1997 - Semifinale                                             | 1                                                                               |                                                                                 |
| 21-9-1997                                                                       | Il Cairo                                                                        | Brasile under 17                                                                | 2 – 1                                                                           | Ghana under 17                                                                  | Mondiali Under-17 1997 - Finale                                                 | -                                                                               | 1º titolo                                                                       |
| Totale                                                                          |                                                                                 | Presenze                                                                        | 13                                                                              |                                                                                 | Reti                                                                            | 3                                                                               |                                                                                 |

| Cronologia completa delle presenze e delle reti in nazionale (partite non ufficiali) ― Brasile | Cronologia completa delle presenze e delle reti in nazionale (partite non ufficiali) ― Brasile | Cronologia completa delle presenze e delle reti in nazionale (partite non ufficiali) ― Brasile | Cronologia completa delle presenze e delle reti in nazionale (partite non ufficiali) ― Brasile | Cronologia completa delle presenze e delle reti in nazionale (partite non ufficiali) ― Brasile | Cronologia completa delle presenze e delle reti in nazionale (partite non ufficiali) ― Brasile | Cronologia completa delle presenze e delle reti in nazionale (partite non ufficiali) ― Brasile | Cronologia completa delle presenze e delle reti in nazionale (partite non ufficiali) ― Brasile |
| Data                                                                                           | Città                                                                                          | In casa                                                                                        | Risultato                                                                                      | Ospiti                                                                                         | Competizione                                                                                   | Reti                                                                                           | Note                                                                                           |
| ---------------------------------------------------------------------------------------------- | ---------------------------------------------------------------------------------------------- | ---------------------------------------------------------------------------------------------- | ---------------------------------------------------------------------------------------------- | ---------------------------------------------------------------------------------------------- | ---------------------------------------------------------------------------------------------- | ---------------------------------------------------------------------------------------------- | ---------------------------------------------------------------------------------------------- |
| 18-5-2002                                                                                      | Barcellona                                                                                     | Catalogna                                                                                      | 1 – 3                                                                                          | Brasile                                                                                        | Amichevole                                                                                     | 2                                                                                              |                                                                                                |
| 25-5-2004                                                                                      | Barcellona                                                                                     | Catalogna                                                                                      | 2 – 5                                                                                          | Brasile                                                                                        | Amichevole                                                                                     | -                                                                                              |                                                                                                |
| 6-9-2005                                                                                       | Siviglia                                                                                       | Siviglia                                                                                       | 1 – 1                                                                                          | Brasile                                                                                        | Amichevole                                                                                     | -                                                                                              |                                                                                                |
| 30-5-2006                                                                                      | Basilea                                                                                        | Lucerna                                                                                        | 0 – 8                                                                                          | Brasile                                                                                        | Amichevole                                                                                     | -                                                                                              |                                                                                                |
| 7-10-2006                                                                                      | Al Kuwait                                                                                      | Al Kuwait                                                                                      | 0 – 4                                                                                          | Brasile                                                                                        | Amichevole                                                                                     | -                                                                                              |                                                                                                |
| Totale                                                                                         |                                                                                                | Presenze                                                                                       | 5                                                                                              |                                                                                                | Reti                                                                                           | 2                                                                                              |                                                                                                |

| Cronologia completa delle presenze e delle reti in nazionale (partite non ufficiali) ― Brasile olimpica | Cronologia completa delle presenze e delle reti in nazionale (partite non ufficiali) ― Brasile olimpica | Cronologia completa delle presenze e delle reti in nazionale (partite non ufficiali) ― Brasile olimpica | Cronologia completa delle presenze e delle reti in nazionale (partite non ufficiali) ― Brasile olimpica | Cronologia completa delle presenze e delle reti in nazionale (partite non ufficiali) ― Brasile olimpica | Cronologia completa delle presenze e delle reti in nazionale (partite non ufficiali) ― Brasile olimpica | Cronologia completa delle presenze e delle reti in nazionale (partite non ufficiali) ― Brasile olimpica | Cronologia completa delle presenze e delle reti in nazionale (partite non ufficiali) ― Brasile olimpica |
| Data | Città                                                                                                   | In casa                                                                                                 | Risultato                                                                                               | Ospiti                                                                                                  | Competizione                                                                                            | Reti | Note |
| --- | --- | --- | --- | --- | --- | --- | --- |
| 7-9-2000                                                                                                | Gold Coast                                                                                              | Brisbane Strikers                                                                                       | 0 – 3                                                                                                   | Brasile olimpica                                                                                        | Amichevole                                                                                              | - | |
| 10-9-2000                                                                                               | Sydney                                                                                                  | Marconi-Fairfield                                                                                       | 0 – 4                                                                                                   | Brasile olimpica                                                                                        | Amichevole                                                                                              | 1 | |
| Totale                                                                                                  | | Presenze                                                                                                | 2 | | Reti | 1 | |

| Cronologia completa delle presenze e delle reti in nazionale (partite non ufficiali) ― Brasile under 20 | Cronologia completa delle presenze e delle reti in nazionale (partite non ufficiali) ― Brasile under 20 | Cronologia completa delle presenze e delle reti in nazionale (partite non ufficiali) ― Brasile under 20 | Cronologia completa delle presenze e delle reti in nazionale (partite non ufficiali) ― Brasile under 20 | Cronologia completa delle presenze e delle reti in nazionale (partite non ufficiali) ― Brasile under 20 | Cronologia completa delle presenze e delle reti in nazionale (partite non ufficiali) ― Brasile under 20 | Cronologia completa delle presenze e delle reti in nazionale (partite non ufficiali) ― Brasile under 20 | Cronologia completa delle presenze e delle reti in nazionale (partite non ufficiali) ― Brasile under 20 |
| Data | Città                                                                                                   | In casa                                                                                                 | Risultato                                                                                               | Ospiti                                                                                                  | Competizione                                                                                            | Reti | Note |
| --- | --- | --- | --- | --- | --- | --- | --- |
| 21-2-1999                                                                                               | Bangkok                                                                                                 | Thailandia                                                                                              | 1 – 4                                                                                                   | Brasile under 20                                                                                        | Amichevole                                                                                              | - | King's Cup                                                                                              |
| 23-2-1999                                                                                               | Bangkok                                                                                                 | Hungarian League XI                                                                                     | 0 – 6                                                                                                   | Brasile under 20                                                                                        | Amichevole                                                                                              | - | King's Cup                                                                                              |
| 25-2-1999                                                                                               | Bangkok                                                                                                 | Brasile under 20                                                                                        | 1 – 1                                                                                                   | Corea del Nord                                                                                          | Amichevole                                                                                              | - | King's Cup                                                                                              |
| 27-2-1999                                                                                               | Bangkok                                                                                                 | Brasile under 20                                                                                        | 7 – 1                                                                                                   | Corea del Nord                                                                                          | Amichevole                                                                                              | 2 | King's Cup                                                                                              |
| Totale                                                                                                  | | Presenze                                                                                                | 4 | | Reti | 2 | |

## Palmarès

### Club

#### Competizioni statali
- Campionato Gaúcho: 1

Grêmio: 1999
- Copa Sul-Minas: 1

Grêmio: 1999
- Campionato Carioca: 1

Flamengo: 2011
- Campionato Mineiro: 1

Atlético Mineiro: 2013

#### Competizioni nazionali
- Campionato spagnolo: 2

Barcellona: 2004-2005, 2005-2006
- Supercoppa di Spagna: 2

Barcellona: 2005, 2006

#### Competizioni internazionali
- UEFA Champions League: 1

Barcellona: 2005-2006
- Coppa Libertadores: 1

Atlético Mineiro: 2013
- Recopa Sudamericana: 1

Atlético Mineiro: 2014

### Nazionale

#### Competizioni giovanili e olimpiche
- Campionato sudamericano Under-17: 1

Paraguay 1997
- Campionato mondiale Under-17: 1

Egitto 1997
- Torneo Pre-Olimpico CONMEBOL: 1

Brasile 2000
- Bronzo olimpico: 1

Pechino 2008

#### Competizioni maggiori
- Coppa America: 1

Paraguay 1999
- Campionato mondiale: 1

Corea del Sud-Giappone 2002
- Confederations Cup: 1

Germania 2005

### Individuale
- Capocannoniere del Campionato Gaúcho: 1

1999 (15 gol)
- Scarpa d'oro della FIFA Confederations Cup: 1

1999
- Pallone d'oro della FIFA Confederations Cup: 1

1999
- Capocannoniere del Torneo Pre-Olimpico CONMEBOL: 1

2000 (9 gol)
- Bola de Prata: 3

2000, 2011, 2012
- All-Star Team dei Mondiali: 1

Corea del Sud-Giappone 2002
- Premio Don Balón : 2

Miglior calciatore straniero: 2003-2004, 2005-2006
- Squadra dell'Anno ESM: 3

2003-2004, 2004-2005, 2005-2006
- Squadra dell'anno UEFA: 3

2004, 2005, 2006
- FIFA World Player: 2

2004, 2005
- Calciatore dell'anno World Soccer: 2

2004, 2005
- Pallone di bronzo della FIFA Confederations Cup: 1

2005
- Pallone d'oro: 1

2005
- Miglior giocatore UEFA: 2

Miglior attaccante: 2005
Miglior giocatore dell'anno: 2006
- FIFA/FIFPro World XI: 3

2005, 2006, 2007
- Onze d'or: 1

2005
- Golden Foot: 1

2009
- Giocatore del decennio World Soccer: 2000-2009

- Bola de Ouro: 1

2012
- Capocannoniere della Coppa del mondo per club: 1

2013 (2 gol, a pari merito con Conca, Delgado e Iajour)
- Calciatore sudamericano dell'anno: 1

2013
- Candidato al Dream Team del Pallone d'oro (2020)

- Capocannoniere nella storia della Confederations Cup: (9 gol, a pari merito con Cuauhtémoc Blanco )

- Globe Soccer Awards: 1

Premio alla carriera: 2021

## Filmografia
- Kickboxer: Retaliation, regia di Dimitri Logothetis (2018)

### Videoclip
- Live It Up -  (Nicky Jam feat. Will Smith & Era Istrefi) (2018)